# Seuil de discrimination
En psychophysique ou en psychologie cognitive, le seuil différentiel est la différence minimale de stimulus à partir de laquelle un individu parvient à différencier deux stimulations. On utilise aussi l'expression anglaise just noticeable difference, abrégée en jnd ou encore differential limen, abrégé en DL. 
Dans différents domaines de la perception, le seuil différentiel augmente avec le niveau de base de la stimulation. Selon la loi de Weber-Fechner, le ratio de ces deux quantités est constant :
{\displaystyle {\frac {\Delta I}{I}}=k}
où {\displaystyle I\!} est l'intensité de la stimulation de base, {\displaystyle \Delta I\!} est le seuil différentiel, c'est-à-dire petit incrément qui fait qu'une différence est perceptible entre la stimulation considérée et la stimulation de base et k est une constante dite fraction de Weber ou encore rapport de Bouguer-Weber d'après le nom de l'astronome français Pierre Bouguer qui mit en évidence la capacité de l'œil à s'adapter à la luminosité.
Cette loi est vérifiée dans beaucoup de domaines de la perception (par exemple dans la perception de la hauteur tonale, de l'intensité lumineuse, etc) mais on observe parfois des écarts lorsqu'on élargit la gamme explorée. Une généralisation a été proposée par Stanley Stevens sous la forme d'une loi de puissance, dite loi de Stevens. 
La détermination du seuil différentiel d'un individu (humain ou autre animal) repose sur une mesure statistique du seuil différentiel obtenu empiriquement au cours des multiples essais d'un protocole expérimental. En effet, puisque l'on cherche via le seuil différentiel à déterminer la limite des capacités du système sensoriel, les réponses données par le sujet sont toujours entachées d'une certaine variabilité. Un critère couramment utilisé pour définir le seuil différentiel de façon opérationnelle consiste donc à rapporter la valeur limite pour laquelle le sujet perçoit une différence dans 50 % des essais, mais on préfère parfois utiliser le seuil différentiel à 75 % qui est la valeur limite pour laquelle le sujet est correct dans 75 % des essais.
Pour la psychophysique inspirée de la théorie de la détection du signal, le seuil différentiel ne suffit pas à décrire le système sensoriel car cette mesure, prise individuellement, ne permet pas de distinguer les effets liés au contexte (par exemple, la motivation) des capacités perceptives proprement dites. Pour ce faire, il faut passer par la détermination de la courbe ROC.